# جون غرايمز ووكر
جون غرايمز ووكر (بالإنجليزية: John Grimes Walker)‏ هو ضابط أمريكي، ولد في 20 مارس 1835 في هيلسبورو في الولايات المتحدة، وتوفي في 16 سبتمبر 1907 في Ogunquit, Maine ‏ في الولايات المتحدة.